# Quro (小惑星)
(718492) Quro は、小惑星帯を公転する小惑星の一つである。ハワイ島にあるすばる望遠鏡において2017年3月22日に得られた観測データ内から、小惑星解析アプリケーション『COIAS』による解析を通じて2024年に新天体として検出され、同年11月に命名が発表された。

## 特徴
太陽からの軌道長半径が約 3.175 au（約4億7497万 km）離れた、軌道離心率が約 0.057 の真円に近い楕円軌道を約5.7年（約2,067日）の公転周期で公転している、小惑星帯内に位置する小惑星の一つである。小惑星帯の中でも比較的外側を公転している。絶対等級は17.58等級とされる。この絶対等級を基にアルベドを 0.15 と仮定すると、直径は 1 km 程度と推定される。

## 観測と名称
Quro は2017年3月22日にハワイ島のマウナケア山山頂にあるすばる望遠鏡の超広視野主焦点カメラ (HSC) によって観測された。その後の精査により、2012年7月21日から7月22日にかけて同じくすばる望遠鏡で4回、2014年8月15日にセロ・トロロ汎米天文台で2回、2015年11月20日にレモン山サーベイで8回観測されていたことが明らかになっている。発見時の見かけの明るさは約23.3等級で、それ以降の様々な波長域における観測では22等級前後の明るさが記録されている。
すばる望遠鏡によって得られた観測データは、未発見の小惑星や太陽系外縁天体などの天体の探索を研究者や一般ユーザーからでも行えるようにするために開発され、2023年7月末から運用されているアプリケーション「COIAS」による解析が行われている。そんな COIAS での測定結果から2024年に新たな天体として報告された小惑星の一つが国際天文学連合 (IAU) が管理している小惑星センター (MPC) が同年4月18日に公開した Minor Planet Supplement (MPS) にて仮符号 2017 FZ233 が付与された。その後、軌道が精査されたことで同年7月14日に小惑星センターより公開された小惑星回報「M.P.C. 175536」にて、小惑星番号718,492番が与えられた。
2024年11月25日に国際天文学連合の小天体の命名に関するワーキンググループ (WGSBN) より発行された「WGSBN Bulletin」にて、2017 FZ232 の固有名として Quro が正式に承認された。この名称は、芳文社発行の雑誌『まんがタイムきららキャラット』に連載され、先述の解析アプリケーション『COIAS』の名前の由来にもなった4コマ漫画『恋する小惑星』（こいするアステロイド、Asteroid in Love）の原作者である日本の漫画家 Quro に由来している。命名にあたっての説明文では「作品内には実際の天文現象や天文機関がモデルとして登場している。石垣島で開催されるイベント『美ら研』を通じて、若い学生の間で新しい小惑星や天文現象の発見が人気となり、リアルな研究体験ができるようになった。」と説明されている。同時に命名が公表された (719612) ホシザキ と並んで、COIAS による解析で新天体であると確定されて小惑星番号と固有名が付与されたのは (697402) アオ（同年9月2日命名）に次いで2例目であり、本作による地球惑星科学や市民科学への貢献に感謝する目的でこの名称が提案されたと説明されている。